# Абабково (Галичский район)
Аба́бково — деревня в составе Дмитриевского сельского поселения Галичского района Костромской области России.

## География
Деревня расположена у автодороги Россолово — Галич, недалеко от главного хода Транссибирской магистрали.

## История
Согласно Спискам населённых мест Российской империи в 1872 году деревня относилась к 1 стану Галичского уезда Костромской губернии. В ней числилось 10 дворов, проживало 39 мужчин и 50 женщин.
Согласно переписи населения 1897 года в деревне проживало 132 человека (64 мужчины и 69 женщин).
Согласно Списку населённых мест Костромской губернии в 1907 году деревня относилась к Ногатинской волости Галичского уезда Костромской губернии. По сведениям волостного правления за 1907 год в деревне числилось 24 крестьянских двора и 116 жителей.
До 2010 года деревня относилась к Челменскому сельскому поселению.

## Население
| 2008 | 2010 | 2012 | 2014 |
| ---- | ---- | ---- | ---- |
| 8    | →8   | ↘7   | →7   |